# Klaes Karppinen
Klaes Karppinen, född den 9 oktober 1907 i Idensalmi landskommun, död den 24 januari 1992 i Idensalmi, var en finländsk längdåkare som tävlade under 1930-talet.
Karppinen deltog i OS 1936 där han var med i det finländska lag som vann guld i stafett. Karppinen deltog i fem världsmästerskap och erövrade totalt 10 medaljer varav fem guld och fem silver. Det enda individuella guldet var segern på 18 kilometer vid VM 1935 i Vysoké Tatry.